# Dixie Carter

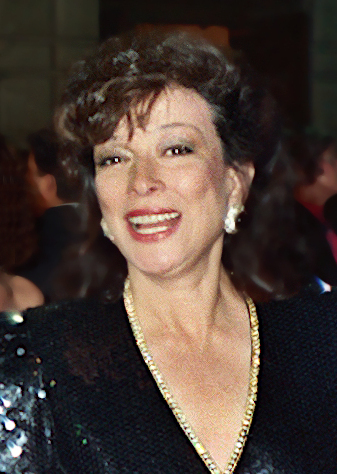
Dixie Carter (1989)

Dixie Virginia Carter (* 25. Mai 1939 in McLemoresville, Tennessee; † 10. April 2010 in Houston, Texas) war eine US-amerikanische Schauspielerin, die unter anderem durch ihre Hauptrollen in den Serien Mann muss nicht sein (1986–1993) und Frauenpower (1999–2002) bekannt wurde.

## Leben
Carter wurde 1939 in Tennessee als Tochter des Lebensmittelhändlers und Ladenbesitzers Halbert Leroy Carter und dessen Frau Virginia geboren. Sie wuchs in Memphis auf, besuchte die University of Tennessee in Knoxville und das Southwestern College, das heutige Rhodes College, in Memphis. An der Memphis State University erwarb sie einen Abschluss in Englisch. Sie erhielt eine klassische Gesangsausbildung und lernte Klavier, Trompete und Harmonika.
Ihr Debüt als Schauspielerin gab sie 1960 als Julie Jordan in einer lokalen Produktion von Cole Porters Musical Carousel. 1963 zog sie nach New York City, wo sie in Joseph Papps Inszenierung von William Shakespeares Spätwerk Ein Wintermärchen auftrat. Später war sie am Broadway auch in den Musicals und Theaterstücken Sextet (1974), Pal Joey von Richard Rodgers (1976), Master Class von Terrence McNally (1995–1997) und Thoroughly Modern Millie (2004) zu sehen. Anfang der 1990er Jahre trat sie in einem Programm auf, in dem sie klassische amerikanische Songs interpretierte. Zuletzt spielte sie 2006 Theater: In Coconut Grove in Florida trat sie 2006 gemeinsam mit ihrem Mann Hal Holbrook in der romantischen Liebeskomödie Southern Comfort auf.
Mitte der 1970er Jahre, nach einer Familienpause, versuchte Carter ein Comeback als Schauspielerin, fand zunächst aber keinen Agenten, der sie für größere Rollen empfahl. Sie hatte in dieser Zeit einige Auftritte als stellvertretende Bezirksstaatsanwältin Brandy Henderson in der Seifenoper The Edge of Night (1974–1976). Ende der 1970er Jahre zog Carter von New York nach Los Angeles, nachdem man ihr eine Rolle in der Fernsehserie On Our Own angeboten hatte. Als April Baxter spielte sie in der Serie 1977–1978 die Kollegin von zwei jungen, naiven Mädchen. 1979 übernahm sie die Rolle der Marion Richards in der Fernsehserie Out of the Blue.  Danach hatte sie Episodenrollen unter anderem in den Fernsehserien Bret Maverick, Quincy und Lou Grant.
1981 lernte sie bei Dreharbeiten zu dem Fernsehspielfilm Randys Tod ihren späteren dritten Ehemann, den Schauspieler Hal Holbrook, kennen. Mit der Rolle der Carlotta Beck, der hochnäsigen Frau eines Plantagenbesitzers, in der Fernsehserie Filthy Rich (1983) legte sie schließlich den Grundstein für ihre späteren Erfolgsrollen. 1984/1985 spielte sie in der Fernsehserie Noch Fragen Arnold? als Maggie McKinney die neue Stiefmutter von Gary Coleman.
Der Durchbruch gelang ihr schließlich mit ihrer Rolle als resolute Innenausstatterin Julia Sugarbaker in der Sitcom Designing Women, die sie von 1986 bis 1993 in insgesamt 163 Folgen verkörperte. Die Serie lief in Deutschland unter den Titeln Sugarbaker’s und Mann muss nicht sein. 1996 veröffentlichte sie ihre Autobiografie unter dem Titel Trying to Get to Heaven: Opinions of a Tennessee Talker. Es folgten weitere Serienrollen in Ladies Men (1999–2000) und Frauenpower (1999–2002). Ab 2006 spielte sie in einigen Folgen der Fernsehserie Desperate Housewives in der Rolle der Gloria Hodge die Mutter von Kyle MacLachlans Figur Orson Hodge. Für diese Rolle erhielt sie 2007 eine Emmy-Nominierung.
Zuletzt stand Carter Ende 2009 in dem Spielfilm That Evening Sun an der Seite ihres Mannes vor der Kamera. Carter wurde vor allem durch ihre Verkörperung von Frauengestalten aus dem amerikanischen Süden bekannt. Dies schlug sich auch in ihren Werbeauftritten, unter anderem für die Telefongesellschaft Southern Bell, nieder.

## Privates
Sie war dreimal verheiratet. 1967 heiratete sie den mit ihr nicht verwandten Geschäftsmann Arthur Carter. Aus der Ehe gingen zwei Töchter hervor, Mary Dixie Carter und Ginna Carter, die beide ebenfalls Schauspielerinnen wurden. Während dieser Zeit unterbrach Carter ihre Karriere als Schauspielerin und war Hausfrau und Mutter. Nach ihrer Scheidung von Carter 1977 heiratete sie im selben Jahr den Broadway- und Fernsehschauspieler Georg Hearn. Die Ehe wurde 1979 geschieden. Im Mai 1984 heiratete sie den Schauspieler Hal Holbrook. Das Paar lebte abwechselnd in Beverly Hills, Kalifornien und in ihrem Geburtsort McLemoresville, wo ihr Vater, der 2007 starb, im Ruhestand lebte. Carter starb 2010 in Houston an einem Endometriumkarzinom.

## Filmografie
- 1974–1976: The Edge of Night (Fernsehserie)
- 1977: Mike Andros – Reporter der Großstadt (The Andros Targets, Fernsehserie, eine Folge)
- 1977–1978: On Our Own (Fernsehserie, 22 Folgen)
- 1979: Out of the Blue (Fernsehserie, 12 Folgen)
- 1980: OHMS (Fernsehfilm)
- 1981: Randys Tod (The Killing of Randy Webster, Fernsehfilm)
- 1982: Cassie & Co. (Fernsehserie, eine Folge)
- 1982: Bret Maverick (Fernsehserie, eine Folge)
- 1982: Best of the West (Fernsehserie, eine Folge)
- 1982: Quincy (Quincy, M. E., Fernsehserie, eine Folge)
- 1982: The Greatest American Hero (Fernsehserie, eine Folge)
- 1982: Lou Grant (Fernsehserie, eine Folge)
- 1982–1983: Filthy Rich (Fernsehserie, 15 Folgen)
- 1983: Auf die Bäume, ihr Affen (Going Berserk)
- 1984–1985: Noch Fragen Arnold? (Diff’rent Strokes, Fernsehserie, 27 Folgen)
- 1986: Die Fälle des Harry Fox (Crazy Like a Fox, Fernsehserie, eine Folge)
- 1986–1993: Mann muss nicht sein (Designing Women, Fernsehserie, 163 Folgen)
- 1994: McKenzie und der erpresserische Moderator (A Perry Mason Mystery: The Case of the Lethal Lifestyle, Fernsehfilm)
- 1994: Das Gesetz im Nacken (Gambler V: Playing for Keeps, Fernsehfilm)
- 1994: Christy (Fernsehserie, eine Folge)
- 1995: Die Verblendeten (Dazzle, Fernsehfilm)
- 1995: Diagnose: Mord (Diagnosis Murder, Fernsehserie, eine Folge)
- 1996: Gone in the Night (Fernsehfilm)
- 1997: Kreativ sein ist alles (Fired Up, Fernsehserie, zwei Folgen)
- 1999: Meine Nachbarn die Yamadas (ホーホケキョとなりの山田くん, Stimme)
- 1999–2000: Ladies Men (Fernsehserie, neun Folgen)
- 1999–2002: Frauenpower (Family Law, Fernsehserie, 68 Folgen)
- 2000: Die Abenteuer von Santa Claus (The Life & Adventures of Santa Claus, Stimme)
- 2001: The Big Day
- 2003: Comfort and Joy – Was für eine Bescherung (Comfort and Joy, Fernsehfilm)
- 2004: Sudbury (Fernsehfilm)
- 2004: Law & Order: Special Victims Unit (Fernsehserie, eine Folge)
- 2005: Hope and Faith (Fernsehserie, eine Folge)
- 2006–2007: Desperate Housewives (Fernsehserie, sieben Folgen)
- 2008: Our First Christmas (Fernsehfilm)
- 2009: That Evening Sun